# Dienstgrade der Feuerwehr in Sachsen
Die ehrenamtlichen und hauptamtlichen Feuerwehrangehörigen werden im Freistaat Sachsen gemäß der Verwaltungsvorschrift des Sächsischen Staatsministeriums des Innern über die Organisation der Freiwilligen und Pflichtfeuerwehren gekennzeichnet.

## Freiwillige Feuerwehr
Je nach Ausbildungsstand und Dauer der Zugehörigkeit zur Feuerwehr erhält ein ehrenamtliches Feuerwehrmitglied einen Dienstgrad verliehen.
| Mannschaften                                                   |  | Funktionsbezeichnung                                                                    | Voraussetzungen / Qualifikation                                        |
| -------------------------------------------------------------- |  | --------------------------------------------------------------------------------------- | ---------------------------------------------------------------------- |
| Feuerwehrfrau-Anwärterin / Feuerwehrmann-Anwärter (FFrA / FMA) |  |                                                                                         | Eintritt in die Feuerwehr, Mindestalter 16 Jahre                       |
| Feuerwehrfrau / Feuerwehrmann (FFr / FM)                       |  | Truppfrau / Truppmann                                                                   | erfolgreiche Truppmannausbildung, 2 Dienstjahre                        |
| Oberfeuerwehrfrau / Oberfeuerwehrmann (OFFr / OFM)             |  | Truppführer                                                                             | Truppführerausbildung, 1 Sonderlehrgang, 3 Dienstjahre                 |
| Hauptfeuerwehrfrau / Hauptfeuerwehrmann (HFFr / HFM)           |  | Truppführer                                                                             | Truppführerausbildung, 2 Sonderlehrgänge, 4 Dienstjahre                |
| Unterführer                                                    |  |                                                                                         |                                                                        |
| Löschmeister / in (LM)                                         |  | Truppführer mit Sonderfunktion                                                          | Truppführerausbildung, 3 Sonderlehrgänge, 4 Dienstjahre                |
| Hauptlöschmeister / in (HLM)                                   |  | Gruppenführer                                                                           | Gruppenführerausbildung, 3 Sonderlehrgänge, 4 Dienstjahre              |
| Führungskräfte                                                 |  |                                                                                         |                                                                        |
| Brandmeister / in (BM)                                         |  | Zugführer, Kreisausbilder                                                               | Zugführerausbildung, 4 Sonderlehrgänge, 6 Dienstjahre                  |
| Oberbrandmeister / in (OBM)                                    |  | Wehrleiter bis 2 Züge                                                                   | Leiter einer Feuerwehr – Ausbildung, 5 Sonderlehrgänge, 8 Dienstjahre  |
| Hauptbrandmeister / in (HBM)                                   |  | Wehrleiter bis 3 Züge                                                                   | Verbandsführer – Ausbildung, 5 Sonderlehrgänge, 10 Dienstjahre         |
| Brandinspektor / in (BI)                                       |  | Wehrleiter über 3 Züge ‚Verbandsführer‘ – Ausbildung, 6 Sonderlehrgänge, 12 Dienstjahre |                                                                        |
| Feuerwehrtechnische Bedienstete                                |  |                                                                                         |                                                                        |
| Oberbrandinspektor / in (OBI)                                  |  | stellvertretender Kreisbrandmeister                                                     | Einführung Stabsarbeit – Ausbildung, 7 Sonderlehrgänge, 14 Dienstjahre |
| Hauptbrandinspektor / in (HBI)                                 |  | Kreisbrandmeister                                                                       | Laufende Ausbildung – Ausbildung, 7 Sonderlehrgänge, 16 Dienstjahre    |

## Berufsfeuerwehr / Hauptamtliche Feuerwehr
Der Dienstgrad bei hauptamtlichen Feuerwehrangehörigen ist abhängig von der eingeschlagenen Laufbahn und des Dienstpostens.
| Mittlerer feuerwehrtechnischer Dienst                                 |  | Funktionsbezeichnung    | Voraussetzungen / Qualifikation                                                                          |
| --------------------------------------------------------------------- |  | ----------------------- | --- |
| Brandmeister-Anwärter / in (BMA)                                      |  |                         | Vorbereitungsdienst                                                                                      |
| Brandmeister / in (BM)                                                |  | Truppfrau / Truppmann   | erfolgreich abgeschlossener Grundlehrgang für Berufsfeuerwehren an einer Landesfeuerwehrschule           |
| Oberbrandmeister / in (OBM)                                           |  | Maschinist, Truppführer | Sonderfunktion                                                                                           |
| Hauptbrandmeister / in (HBM)                                          |  | Gruppenführer           | erfolgreiche abgeschlossener Gruppenführer-Lehrgang für Berufsfeuerwehren an einer Landesfeuerwehrschule |
| Hauptbrandmeister / in mit Zulage (HBM)                               |  | Wachabteilungsleiter    | besonderer Dienstposten                                                                                  |
| Gehobener feuerwehrtechnischer Dienst                                 |  |                         | |
| Brandoberinspektor-Anwärter / in (BOIA)                               |  |                         | Vorbereitungsdienst                                                                                      |
| Brandinspektor / in (BI)                                              |  |                         | nur für Aufstiegsbeamte                                                                                  |
| Brandoberinspektor / in (BOI)                                         |  |                         | erfolgreiche Laufbahnprüfung an einer Landesfeuerwehrschule                                              |
| Brandamtfrau / Brandamtmann (BA)                                      |  |                         | |
| Brandamtsrätin / Brandamtsrat (BAR)                                   |  |                         | |
| Höherer feuerwehrtechnischer Dienst                                   |  |                         | |
| Brandreferendar / in (BRef)                                           |  |                         | Vorbereitungsdienst                                                                                      |
| Brandrätin / Brandrat (BR)                                            |  |                         | Erfolgreiche Laufbahnprüfung am Institut der Feuerwehr Nordrhein-Westfalen                               |
| Brandoberrätin / Brandoberrat (BOR)                                   |  |                         | |
| Branddirektor / in (BD)                                               |  |                         | |
| Leitender Branddirektor / in (LtdBD)                                  |  |                         | |
| Leitender Direktor / in (LtdD) oder Direktor / in der Feuerwehr (DdF) |  |                         | |

## Helmkennzeichnung
Die Helmkennzeichnung dient lediglich als Erkennungsmerkmal der fachlichen Qualifikation des Feuerwehrangehörigen. Die tatsächlich ausgeübte Funktion im Einsatz kann hiervon abweichen.
|               |           |                |                    |
| Gruppenführer | Zugführer | Ortswehrleiter | Gemeindewehrleiter |

## Kennzeichnungswesten
Im Einsatz tragen Führungskräfte zur Kennzeichnung einen farbigen Überwurf oder eine farbige Weste mit ergänzender Funktionsaufschrift auf dem Brust- und Rückenteil. Der Überwurf oder die Weste wird über der jeweiligen Einsatzkleidung getragen. Die Farben sind dabei verschiedenen Funktionen zugeordnet.
| Funktion                                | Bildliche Darstellung | Funktionsaufschrift                                           |
| --------------------------------------- | --------------------- | ------------------------------------------------------------- |
| Einsatzleiter                           | Gelb                  | lt. sächs. FwVO ohne Aufschrift                               |
| Einsatzabschnittsleiter                 | Weiß                  | Abschnittsleiter                                              |
| Zugführer                               | Weiß                  | ohne Aufschrift                                               |
| Gruppenführer                           | Rot                   | ohne Aufschrift                                               |
| Fachberater                             | Grün                  | Aufschrift des Fachgebietes (z. B. Gefahrgut, Presse, Drohne) |
| Leitender Notarzt                       | Blau                  | Leitender Notarzt                                             |
| Notarzt                                 | Blau                  | ohne Aufschrift                                               |
| Organisatorischer Leiter Rettungsdienst | Weiss                 | OrgL                                                          |

Westen oder Überwürfe in den Grundfarben Weiß, Rot und Grün können mit ergänzenden Aufschriften von Fachdiensten der Feuerwehr versehen werden.